# Hannoverscher Sportverein von 1896 1986-1987
Questa voce raccoglie le informazioni riguardanti l'Hannoverscher Sportverein von 1896 nelle competizioni ufficiali della stagione 1986-1987.

## Stagione
Nella stagione 1986-1987 l'Hannover, allenato da Jürgen Wähling, concluse il campionato di 2. Bundesliga al 1º posto. In Coppa di Germania l'Hannover fu eliminato agli ottavi di finale dal Kickers Stoccarda.

## Rosa
| N. |                        | Ruolo | Calciatore       |
| -- | ---------------------- | ----- | ---------------- |
|    | Germania (bandiera)    | P     | Ralf Raps        |
|    | Germania (bandiera)    | P     | Hans Wulf        |
|    | Germania (bandiera)    | D     | Jens Heimann     |
|    | Germania (bandiera)    | D     | Bastian Hellberg |
|    | Inghilterra (bandiera) | D     | Peter Hobday     |
|    | Germania (bandiera)    | D     | Heinz Knüwe      |
|    | Germania (bandiera)    | D     | Mathias Kuhlmey  |
|    | Germania (bandiera)    | D     | Karsten Surmann  |
|    | Germania (bandiera)    | C     | Oliver Arlt      |
|    | Germania (bandiera)    | C     | Rachid Belarbi   |
|    | Germania (bandiera)    | C     | Detlev Dammeier  |
|    | Germania (bandiera)    | C     | Stefan Eidinger  |

| N. |                     | Ruolo | Calciatore             |
| -- | ------------------- | ----- | ---------------------- |
|    | Germania (bandiera) | C     | Jürgen Fleer           |
|    | Germania (bandiera) | C     | Martin Giesel          |
|    | Germania (bandiera) | C     | Maximilian Heidenreich |
|    | Germania (bandiera) | C     | Uwe Kasper             |
|    | Germania (bandiera) | C     | Felix Möller           |
|    | Galles (bandiera)   | C     | Wayne Thomas           |
|    | Germania (bandiera) | A     | Gregor Grillemeier     |
|    | Germania (bandiera) | A     | Michael Gue            |
|    | Germania (bandiera) | A     | Frank Hartmann         |
|    | Germania (bandiera) | A     | Jörg Korte             |
|    | Germania (bandiera) | A     | Siegfried Reich        |

## Organigramma societario
Area tecnica
- Allenatore: Jürgen Wähling
- Allenatore in seconda:
- Preparatore dei portieri:
- Preparatori atletici:

## Calciomercato

### Sessione estiva
| Acquisti | Acquisti           | Acquisti          | Acquisti |
| R.       | Nome               | da                | Modalità |
| -------- | ------------------ | ----------------- | -------- |
| D        | Peter Hobday       | Kickers Stoccarda |          |
| A        | Frank Hartmann     | Bayern Monaco     |          |
| A        | Gregor Grillemeier | Hertha Berlino    |          |
| D        | Heinz Knüwe        | Bochum            |          |
| P        | Hans Wulf          | Hessen Kassel     |          |

| Cessioni | Cessioni         | Cessioni            | Cessioni |
| R.       | Nome             | a                   | Modalità |
| -------- | ---------------- | ------------------- | -------- |
| D        | Roman Geszlecht  | Homburg             |          |
| C        | Jürgen Baier     | Vikt. Aschaffenburg |          |
| A        | Franz Gerber     | St. Pauli           |          |
| D        | Uwe Ronge        | Union Solingen      |          |
| A        | Fred Schaub      | Friburgo            |          |
| D        | Oliver Stoecking | Arminia Hannover    |          |
| D        | Bernd Thiele     | Preussen Hameln     |          |

### Sessione invernale
| Acquisti | Acquisti | Acquisti | Acquisti |
| R.       | Nome     | da       | Modalità |
| -------- | -------- | -------- | -------- |

| Cessioni | Cessioni | Cessioni | Cessioni |
| R.       | Nome     | a        | Modalità |
| -------- | -------- | -------- | -------- |

## Risultati

### 2. Bundesliga

#### Girone di andata
| Arbitro: | Barnick |

|          |           |                             |
| Linz 42’ | Marcatori | 31’ Grillemeier 89’ Surmann |

| Arbitro: | Zimmermann |

|                                          |           |             |
| Knüwe 42’ Reich 48’ Grillemeier 77’, 89’ | Marcatori | 72’ Forster |

| Arbitro: | Bodmer |

|              |           |                        |
| van Roon 37’ | Marcatori | 59’ Surmann 68’ Thomas |

| Arbitro: | Löwer |

|                           |           |           |
| Thomas 5’ Grillemeier 40’ | Marcatori | 15’ Lopes |

| Arbitro: | Müller |

|  |           |                                     |
|  | Marcatori | 63’, 78’ Reich 73’, 90’ Grillemeier |

| Arbitro: | Boos |

|                |           |  |
| Reich 63’, 70’ | Marcatori |  |

| Arbitro: | Steinborn |

|  |           |                            |
|  | Marcatori | 79’ Heidenreich 90’ Giesel |

| Arbitro: | Amerell |

|             |           |  |
| Surmann 51’ | Marcatori |  |

| Arbitro: | Fux |

|                                      |           |                       |
| Kuhlmey 8’ (aut.) Schaub 42’ Löw 78’ | Marcatori | 17’ Reich 68’ Surmann |

| Arbitro: | Kriegelstein |

|           |           |  |
| Reich 74’ | Marcatori |  |

| Arbitro: | Brückner |

|           |           |                        |
| Sagel 67’ | Marcatori | 58’ Giesel 89’ Surmann |

| Arbitro: | Gochermann |

|                                       |           |              |
| Surmann 32’ Grillemeier 48’ Reich 90’ | Marcatori | 47’ Lindenau |

| Arbitro: | Pauly |

|                              |           |              |
| Trares 15’, 90’ Labbadia 68’ | Marcatori | 79’ Hartmann |

| Arbitro: | Diekert |

|                                           |           |                           |
| Surmann 11’ Reich 27’ (rig.) Hartmann 60’ | Marcatori | 49’ Abramczik 76’ Dezelak |

| Arbitro: | Retzmann |

|                       |           |                                           |
| Janssen 24’ Ronge 75’ | Marcatori | 25’ Giesel 31’ Reich 48’, 85’ Heidenreich |

| Arbitro: | Neuner |

|                                |           |            |
| Reich 6’, 16’, 42’, 66’ (rig.) | Marcatori | 77’ Studer |

| Arbitro: | Gabor |

|                                                                               |           |  |
| Hellberg 37’, 54’, 60’ Reich 45’ (rig.) Surmann 52’ Grillemeier 73’, 76’, 80’ | Marcatori |  |

| Arbitro: | Jupe |

|                 |           |                      |
| Hintermaier 44’ | Marcatori | 35’ Reich 71’ Giesel |

| Arbitro: | Barnick |

|                                |           |           |
| Reich 10’, 74’ Grillemeier 57’ | Marcatori | 16’ Augst |

#### Girone di ritorno
| Hannover 13 dicembre 1986, ore 15:00 CET 20ª giornata | Hannover 96 | 0 – 0 referto | Osnabrück | Niedersachsenstadion (35 593 spett.)\| Arbitro: \| Werner \| |
| Arbitro:                                              | Werner      |               |           |                                                              |

| Stoccarda 20 aprile 1987, ore 19:00 CEST 21ª giornata | Kickers Stoccarda | 0 – 0 referto | Hannover 96 | Kickers-Stadion (4 800 spett.)\| Arbitro: \| Pauly \| |
| Arbitro:                                              | Pauly             |               |             |                                                       |

| Arbitro: | Fux |

|                   |           |  |
| Giesel 88’ (rig.) | Marcatori |  |

| Arbitro: | Dellwing |

|           |           |                 |
| Spies 40’ | Marcatori | 50’ Grillemeier |

| Hannover 19 maggio 1987, ore 19:00 CEST 24ª giornata | Hannover 96 | 0 – 0 referto | Hessen Kassel | Niedersachsenstadion (11 000 spett.)\| Arbitro: \| Weber \| |
| Arbitro:                                             | Weber       |               |               |                                                             |

| Arbitro: | Strigel |

|            |           |            |
| Helmes 26’ | Marcatori | 39’ Möller |

| Arbitro: | Schäfer |

|                       |           |                                     |
| Kuhlmey 39’ Reich 44’ | Marcatori | 12’, 55’ Tschiskale 51’, 68’ Kügler |

| Braunschweig 4 aprile 1987, ore 15:00 CEST 27ª giornata | Eintracht Braunschweig | 0 – 0 referto | Hannover 96 | Stadion an der Hamburger Straße (26 237 spett.)\| Arbitro: \| Wittke \| |
| Arbitro:                                                | Wittke                 |               |             |                                                                         |

| Arbitro: | Broska |

|             |           |            |
| Kuhlmey 26’ | Marcatori | 90’ Schaub |

| Arbitro: | Amerell |

|                                 |           |                      |
| Gries 50’ (rig.) Krohm 71’, 81’ | Marcatori | 59’, 90’ Grillemeier |

| Arbitro: | Kriegelstein |

|                                           |           |              |
| Reich 20’ Thomas 36’, 44’ Grillemeier 80’ | Marcatori | 16’ Steubing |

| Arbitro: | Eli |

|             |           |            |
| Nitsche 27’ | Marcatori | 28’ Hobday |

| Arbitro: | Puchalski |

|                                         |           |                           |
| Giesel 26’ Hellberg 41’ Heidenreich 45’ | Marcatori | 14’ Bernecker 79’ Sánchez |

| Arbitro: | Neuner |

|                                     |           |                                          |
| Helmig 67’, 78’ Heitkamp 76’ (rig.) | Marcatori | 12’ Reich 32’, 49’ Hartmann 62’ Hellberg |

| Arbitro: | Malbranc |

|                        |           |  |
| Dammeier 16’ Reich 64’ | Marcatori |  |

| Arbitro: | Tritschler |

|                                  |           |                                                |
| Wenzel 13’ Zander 80’ Demuth 88’ | Marcatori | 17’ (aut.) Trulsen 34’, 67’ Reich 52’ Hartmann |

| Arbitro: | Brehm |

|                                       |           |               |
| Bogdan 44’ Schütterle 51’ Hermann 67’ | Marcatori | 3’, 61’ Reich |

| Arbitro: | Kruse |

|           |           |                |
| Korte 54’ | Marcatori | 7’ Hönnscheidt |

| Arbitro: | Jupe |

|                                                              |           |                                                       |
| Augst 52’ Ali-Doosti 55’ Rolshausen 65’ Plath 87’ Herres 90’ | Marcatori | 24’ Gue 38’ Hartmann 42’ Dammeier 51’ Giesel 83’ Wulf |

### Coppa di Germania
| Arbitro: | Albrecht |

|          |           |                                   |
| Kniel 3’ | Marcatori | 28’ Hellberg 52’, 79’ Grillemeier |

| Arbitro: | Broska |

|                                        |           |                                |
| Wulfmeier 11’ Brühl 47’ Hanschmann 65’ | Marcatori | 25’, 60’ Grillemeier 75’ Reich |

| Arbitro: | Malbranc |

|                                  |           |            |
| Reich 45’ (rig.) Grillemeier 47’ | Marcatori | 76’ Kremer |

| Arbitro: | Föckler |

|                     |           |  |
| Kurtenbach 25’, 39’ | Marcatori |  |

## Statistiche

### Statistiche di squadra
| Competizione      | Punti | In casa | In casa | In casa | In casa | In casa | In casa | In trasferta | In trasferta | In trasferta | In trasferta | In trasferta | In trasferta | Totale | Totale | Totale | Totale | Totale | Totale | DR  |
| Competizione      | Punti | G       | V       | N       | P       | Gf      | Gs      | G            | V            | N            | P            | Gf           | Gs           | G      | V      | N      | P      | Gf     | Gs     | DR  |
| ----------------- | ----- | ------- | ------- | ------- | ------- | ------- | ------- | ------------ | ------------ | ------------ | ------------ | ------------ | ------------ | ------ | ------ | ------ | ------ | ------ | ------ | --- |
| 2. Bundesliga     | 56    | 19      | 14      | 4       | 1       | 45      | 16      | 19           | 9            | 6            | 4            | 41           | 32           | 38     | 23     | 10     | 5      | 86     | 48     | +38 |
| Coppa di Germania | -     | 1       | 1       | 0       | 0       | 2       | 1       | 3            | 1            | 1            | 1            | 6            | 6            | 4      | 2      | 1      | 1      | 8      | 7      | +1  |
| Totale            | 56    | 20      | 15      | 4       | 1       | 47      | 17      | 22           | 10           | 7            | 5            | 47           | 38           | 42     | 25     | 11     | 6      | 94     | 55     | +39 |

### Andamento in campionato
| Giornata  | 1 | 2 | 3 | 4 | 5 | 6 | 7 | 8 | 9 | 10 | 11 | 12 | 13 | 14 | 15 | 16 | 17 | 18 | 19 | 20 | 21 | 22 | 23 | 24 | 25 | 26 | 27 | 28 | 29 | 30 | 31 | 32 | 33 | 34 | 35 | 36 | 37 | 38 |
| --------- | - | - | - | - | - | - | - | - | - | -- | -- | -- | -- | -- | -- | -- | -- | -- | -- | -- | -- | -- | -- | -- | -- | -- | -- | -- | -- | -- | -- | -- | -- | -- | -- | -- | -- | -- |
| Luogo     | T | C | T | C | T | C | T | C | T | C  | T  | C  | T  | C  | T  | C  | C  | T  | C  | C  | T  | C  | T  | C  | T  | C  | T  | C  | T  | C  | T  | C  | T  | C  | T  | T  | C  | T  |
| Risultato | V | V | V | V | V | V | V | V | P | V  | V  | V  | P  | V  | V  | V  | V  | V  | V  | N  | N  | V  | N  | N  | N  | P  | N  | N  | P  | V  | N  | V  | V  | V  | V  | P  | N  | N  |
| Posizione | 7 | 1 | 1 | 1 | 1 | 1 | 1 | 1 | 1 | 1  | 1  | 1  | 1  | 1  | 1  | 1  | 1  | 1  | 1  | 1  | 1  | 1  | 1  | 1  | 1  | 1  | 1  | 1  | 1  | 1  | 1  | 1  | 1  | 1  | 1  | 1  | 1  | 1  |

Legenda:

Luogo: C = Casa; T = Trasferta. Risultato: V = Vittoria; N = Pareggio; P = Sconfitta.

### Statistiche dei giocatori
!! colspan="4" | Totale

| Giocatore      | 2. Bundesliga | 2. Bundesliga | 2. Bundesliga | 2. Bundesliga | Coppa di Germania O. Arlt | Coppa di Germania O. Arlt | Coppa di Germania O. Arlt | Coppa di Germania O. Arlt | 1        | 0    | 0           | 0          | 0 | 0 | 0 | 0 | 1 | 0 | 0 | 0 |
| Giocatore      | Presenze      | Reti          | Ammonizioni   | Espulsioni    | Presenze                  | Reti                      | Ammonizioni               | Espulsioni                | Presenze | Reti | Ammonizioni | Espulsioni |   |   |   |   |   |   |   |   |
| R. Belarbi     | 22            | 0             | 3             | 1             | 2                         | 0                         | 0                         | 0                         | 24       | 0    | 3           | 1          |   |   |   |   |   |   |   |   |
| D. Dammeier    | 31            | 2             | 2             | 0             | 3                         | 0                         | 2                         | 0                         | 34       | 2    | 4           | 0          |   |   |   |   |   |   |   |   |
| S. Eidinger    | 2             | 0             | 0             | 0             | 0                         | 0                         | 0                         | 0                         | 2        | 0    | 0           | 0          |   |   |   |   |   |   |   |   |
| J. Fleer       | 9             | 0             | 2             | 0             | 2                         | 0                         | 1                         | 0                         | 11       | 0    | 3           | 0          |   |   |   |   |   |   |   |   |
| R. Geszlecht   | 2             | 0             | 0             | 0             | 0                         | 0                         | 0                         | 0                         | 2        | 0    | 0           | 0          |   |   |   |   |   |   |   |   |
| M. Giesel      | 34            | 7             | 3             | 0             | 2                         | 0                         | 1                         | 0                         | 36       | 7    | 4           | 0          |   |   |   |   |   |   |   |   |
| G. Grillemeier | 24            | 15            | 1             | 0             | 3                         | 5                         | 2                         | 0                         | 27       | 20   | 3           | 0          |   |   |   |   |   |   |   |   |
| M. Gue         | 14            | 1             | 0             | 0             | 1                         | 0                         | 1                         | 0                         | 15       | 1    | 1           | 0          |   |   |   |   |   |   |   |   |
| F. Hartmann    | 24            | 6             | 3             | 0             | 2                         | 0                         | 0                         | 0                         | 26       | 6    | 3           | 0          |   |   |   |   |   |   |   |   |
| M. Heidenreich | 37            | 4             | 4             | 0             | 4                         | 0                         | 0                         | 0                         | 41       | 4    | 4           | 0          |   |   |   |   |   |   |   |   |
| J. Heimann     | 0             | 0             | 0             | 0             | 1                         | 0                         | 0                         | 0                         | 1        | 0    | 0           | 0          |   |   |   |   |   |   |   |   |
| B. Hellberg    | 32            | 5             | 3             | 1             | 4                         | 1                         | 0                         | 0                         | 36       | 6    | 3           | 1          |   |   |   |   |   |   |   |   |
| P. Hobday      | 19            | 1             | 6             | 0             | 0                         | 0                         | 0                         | 0                         | 19       | 1    | 6           | 0          |   |   |   |   |   |   |   |   |
| U. Kasper      | 3             | 0             | 0             | 0             | 0                         | 0                         | 0                         | 0                         | 3        | 0    | 0           | 0          |   |   |   |   |   |   |   |   |
| H. Knüwe       | 33            | 1             | 8             | 1             | 4                         | 0                         | 1                         | 0                         | 37       | 1    | 9           | 1          |   |   |   |   |   |   |   |   |
| J. Korte       | 1             | 1             | 0             | 0             | 0                         | 0                         | 0                         | 0                         | 1        | 1    | 0           | 0          |   |   |   |   |   |   |   |   |
| M. Kuhlmey     | 30            | 2             | 5             | 0             | 2                         | 0                         | 0                         | 0                         | 32       | 2    | 5           | 0          |   |   |   |   |   |   |   |   |
| F. Möller      | 28            | 1             | 0             | 0             | 3                         | 0                         | 1                         | 0                         | 31       | 1    | 1           | 0          |   |   |   |   |   |   |   |   |
| R. Raps        | 7             | 0             | 0             | 0             | 0                         | 0                         | 0                         | 0                         | 7        | 0    | 0           | 0          |   |   |   |   |   |   |   |   |
| S. Reich       | 34            | 26            | 8             | 0             | 4                         | 2                         | 2                         | 0                         | 38       | 28   | 10          | 0          |   |   |   |   |   |   |   |   |
| K. Surmann     | 32            | 8             | 6             | 0             | 3                         | 0                         | 0                         | 0                         | 35       | 8    | 6           | 0          |   |   |   |   |   |   |   |   |
| W. Thomas      | 28            | 4             | 8             | 0             | 4                         | 0                         | 1                         | 0                         | 32       | 4    | 9           | 0          |   |   |   |   |   |   |   |   |
| H. Wulf        | 32            | 1             | 2             | 0             | 4                         | 0                         | 0                         | 0                         | 36       | 1    | 2           | 0          |   |   |   |   |   |   |   |   |